# Jean-Baptiste Laureau
Pour les articles homonymes, voir Laureau.
Jean-Baptiste Laureau est un homme politique français né le 18 août 1800 à Saint-Jean-sur-Mayenne (Mayenne) et décédé le 20 juin 1883 à Saint-Jean-sur-Mayenne.

## Biographie
Les Laureau sont une famille originaire d'Ernée. Il étudie le droit, et entre dans la magistrature comme juge au tribunal de Laval sous la Restauration.
Il est député de la Mayenne de 1849 à 1851, siégeant avec les monarchistes. Royaliste, il est élu aux Élections législatives de 1849. Il siége à droite, et vote avec la majorité monarchiste, pour l'expédition de Rome, pour la loi Falloux-Parieu sur l'enseignement, pour la loi restrictive du suffrage universel, etc.
Il n'appuie pas la politique de Louis-Napoléon Bonaparte, et rentre dans la vie privée en 1851. Il se retira, sur la fin de sa vie, dans son habitation de la Merveille, en Saint-Jean-sur-Mayenne, où il est mort le 15 juin 1883.

## Sources
- « Jean-Baptiste Laureau », dans Adolphe Robert et Gaston Cougny, Dictionnaire des parlementaires français, Edgar Bourloton, 1889-1891 [détail de l’édition]
- « Jean-Baptiste Laureau », dans Alphonse-Victor Angot et Ferdinand Gaugain, Dictionnaire historique, topographique et biographique de la Mayenne, Laval, A. Goupil, 1900-1910 [détail des éditions] (BNF 34106789, présentation en ligne)